# Birthday
Birthday (Lennon/McCartney) är en låt av The Beatles från 1968.

## Låten och inspelningen
En skämtsam låt som är en slags pastisch på Little Richard. Paul McCartney skrev snabbt ihop denna låt 18 september 1968, innan de övriga medlemmarna kom, varvid man rev av den med Pattie Harrison och Yoko Ono på kör samt Mal Evans på handklapp. Därefter gick man snabbt hem till Paul och såg första utsändningen av TV-programmet ”The Girl Can't Help It” med just Little Richards. Låten kom med på LP:n The Beatles, som utgavs i England och USA 22 november respektive 25 november 1968.